# Wybory samorządowe w Polsce w 2024 roku

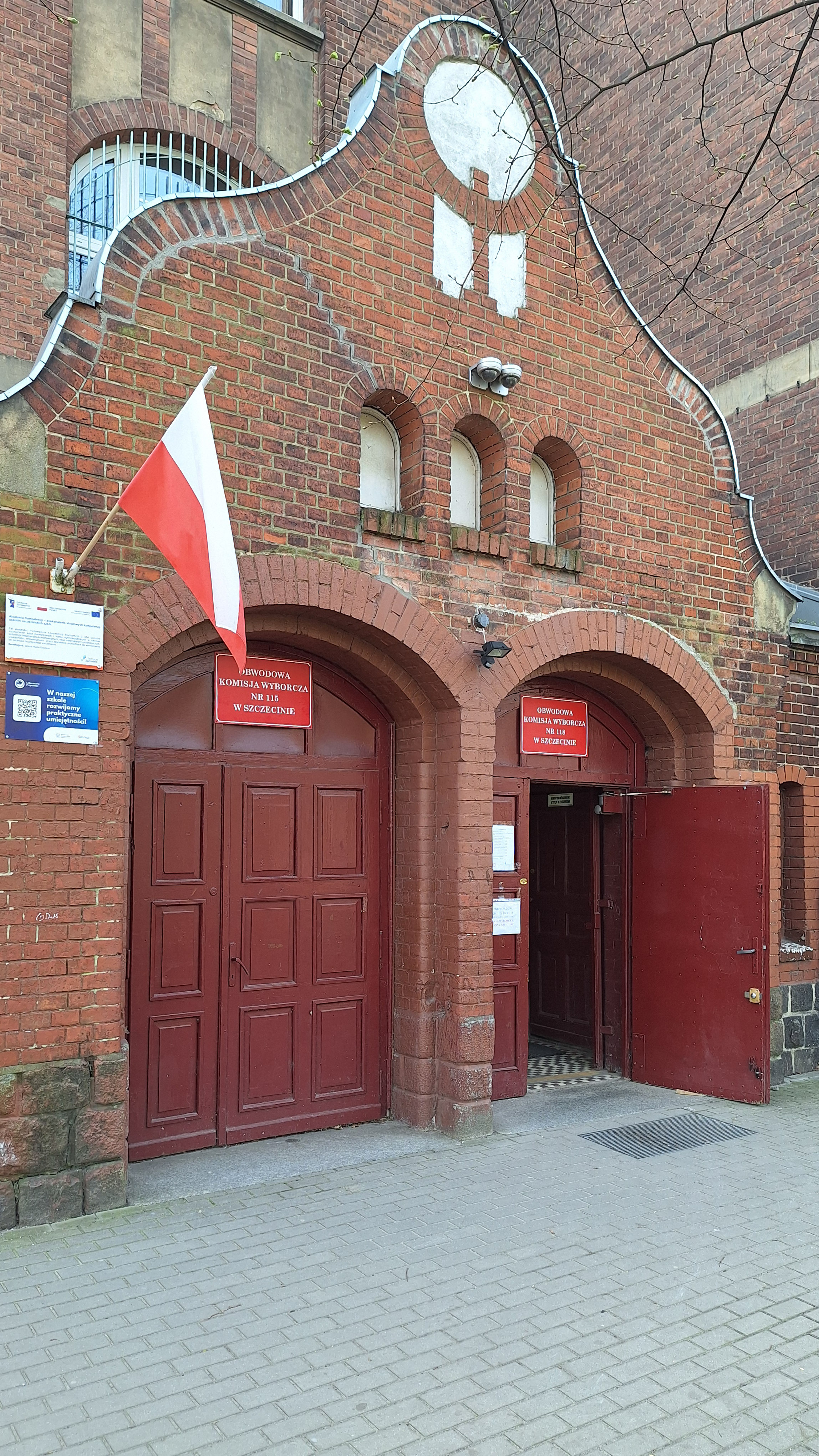
Obwodowe Komisje Wyborcze nr 115 i 118 w Szczecinie

Wybory samorządowe w Polsce w 2024 – wybory samorządowe zarządzone 29 stycznia 2024 przez Prezesa Rady Ministrów Donalda Tuska na 7 kwietnia. Druga tura odbyła się 21 kwietnia. W wyborach tych wybierani byli wójtowie gmin, burmistrzowie, prezydenci miast oraz radni dzielnicowi m.st. Warszawy, gminni (w tym miejscy), powiatowi i sejmików województw.
Wybory początkowo miały się odbyć jesienią 2023, czyli po upływie pięcioletniej kadencji organów jednostek samorządu terytorialnego. Jednak dla uniknięcia organizacji w zbliżonym terminie wyborów samorządowych oraz parlamentarnych (odbyły się 15 października 2023), na podstawie ustawy z dnia 29 września 2022 r. o przedłużeniu kadencji organów jednostek samorządu terytorialnego kadencję rad gmin, rad powiatów i sejmików województw, rad dzielnic miasta stołecznego Warszawy oraz wójtów, burmistrzów i prezydentów miast wydłużono ich kadencje do 30 kwietnia 2024.
Zgodnie z Kodeksem wyborczym, Prezes Rady Ministrów miał obowiązek zarządzić wybory do 30 stycznia 2024 – najwcześniej na 31 marca 2024, a najpóźniej na 23 kwietnia 2024. 15 stycznia 2024 premier Donald Tusk publicznie zapowiedział zarządzenie tych wyborów na 7 oraz 21 kwietnia 2024. 29 stycznia 2024 ukazało się w Dzienniku Ustaw rozporządzenie w tej sprawie. Wcześniej projekt rozporządzenia wraz z kalendarzem wyborczym został przedstawiony do zaopiniowania Państwowej Komisji Wyborczej, która nie zgłosiła uwag.
Zgodnie z kalendarzem wyborczym termin zawiadomienia Państwowej Komisji Wyborczej lub właściwego komisarza wyborczego o utworzeniu komitetu wyborczego minął 12 lutego 2024. Do 4 marca 2024 do godz. 16:00 należało zgłosić listy kandydatów na radnych w wyborach do rad gmin, rad powiatów, sejmików województw i rad dzielnic miasta stołecznego Warszawy, a do 14 marca do godz. 16:00 – kandydatów na wójtów, burmistrzów i prezydentów miast.

## Zmiana prawa wyborczego
Wybory samorządowe w 2024 odbyły się po nowelizacji kodeksu wyborczego w zakresie zmiany dnia ustalania liczby mieszkańców jednostki samorządu terytorialnego będącej podstawą określenia liczby radnych wybieranych do danej rady (zamiast ostatniego dnia roku, ostatni dzień kwartału poprzedzającego termin ogłoszenia zarządzenia wojewody ustalającego liczbę radnych), a także wprowadzania początkowego terminu, w którym tak ustalona liczba radnych może zostać przez wojewodę ogłoszona.

## Kalendarz wyborczy
- do 12 lutego – podanie jako informację publiczną w formie obwieszczenia liczbę okręgów, ich granicach, numerach i liczbie radnych wybieranych w poszczególnych okręgach wyborczych oraz o wyznaczonej siedzibie komisji wyborczej w wyborach na wójtów, burmistrzów i prezydentów miast, rad gmin, powiatów, rad miasta stołecznego Warszawy oraz sejmików województw. Powiadomienie PKW bądź właściwego komisarza wyborczego o utworzeniu komitetu wyborczego
- do 22 lutego – zgłaszanie na członków terytorialnych komisji wyborczych komisarzom wyborczym
- do 27 lutego – powołanie przez komisarza wyborczego terytorialne komisje wyborcze
- do 4 marca do godziny 16:00 – utworzenie obwodów głosowania i ustalenie ich granic, numerów oraz siedzib
- do 8 marca – przekazanie list kandydatów radnych do rad gmin, rad powiatów, raz sejmików województw oraz miasta stołecznego Warszawy terytorialnym komisjom wyborczym. Zgłaszanie kandydatów na członków obwodowych komisji wyborczych do komisarzom wyborczych
- do 13 marca – przyznanie jednolitych numerów dla list komitetów wyborczych, które zarejestrowały przynajmniej w co najmniej połowie okręgów we wszystkich sejmikach województw przez PKW
- do 14 marca do godziny 16:00 – zgłaszanie kandydatów na burmistrzów, prezydentów miast i wójtów gminnym komisjom wyborczym
- do 15 marca – przyznanie przez komisarza wyborczego numerów dla list tych komitetów wyborczych, które zarejestrowały co najmniej jedną listę kandydatów w wyborach do sejmiku województwa, o ile nie został im przyznany numer przez Państwową Komisję Wyborczą
- do 18 marca – przyznanie przez komisarza wyborczego numerów dla list tych komitetów wyborczych, które zarejestrowały co najmniej jedną listę kandydatów do rady powiatu i nie został im przyznany numer przez Państwową Komisję Wyborczą ani przez komisarza wyborczego. Powołanie obwodowych komisji wyborczych przez komisarzy wyborczych
- od 23 marca do 5 kwietnia do godziny 24:00 – nieodpłatne rozpowszechnianie przez komitety wyborcze w programach publicznych nadawców radiowych i telewizyjnych audycji wyborczych przygotowanych przez komitety wyborcze
- od 25 marca – zgłaszanie chęci głosowania korespondencyjnego przez wyborców niepełnosprawnych, w tym za pomocą nakładek na karty do głosowania sporządzonych w alfabecie Braille’a, i przez wyborców, którzy najpóźniej w dniu głosowania kończą 60 lat. Deklaracja zamiaru skorzystania z prawa do bezpłatnego transportu do lokalu wyborczego transportu powrotnego przez wyborców niepełnosprawnych oraz przez wyborców, którzy najpóźniej w dniu głosowania kończą 60 lat, w gminie, w której w dniu wyborów nie funkcjonuje gminny przewóz pasażerski. Podanie do publicznej wiadomości, poprzez rozplakatowanie obwieszczeń:
  - a) terytorialnych komisji wyborczych o rejestracji list kandydatów na radnych,
  - b) gminnych komisji wyborczych o rejestracji kandydatur na prezydentów miast, wójtów oraz burmistrzów
- do 28 marca – podanie do wiadomości publicznej informacji o organizacji w gminach wiejskich lub miejsko-wiejskich, w dniu wyborów, bezpłatnego gminnego przewozu pasażerskiego
- do 29 marca – składanie wniosków o sporządzenie pełnomocnictwa do głosowanie przez niepełnosprawnych wyborców, którzy najpóźniej w dniu głosowania skończyli 60 lat
- do 4 kwietnia – powiadomienie wyborców niepełnosprawnych oraz wyborców, którzy najpóźniej w dniu głosowania kończą 60 lat, którzy zgłosili zamiar skorzystania z prawa do bezpłatnego transportu do lokalu wyborczego, o godzinie transportu w dniu głosowania
- 5 kwietnia, godzina 24:00 – zakończenie kampanii wyborczej
- 7 kwietnia – głosowanie w godzinach 7:00–21:00.
- 19 kwietnia, godzina 24:00 – zakończenie kampanii wyborczej
- 21 kwietnia – głosowanie w godzinach 7:00–21:00.

Źródło: Kalendarz wyborczy w serwisie PKW

## Listy wyborcze

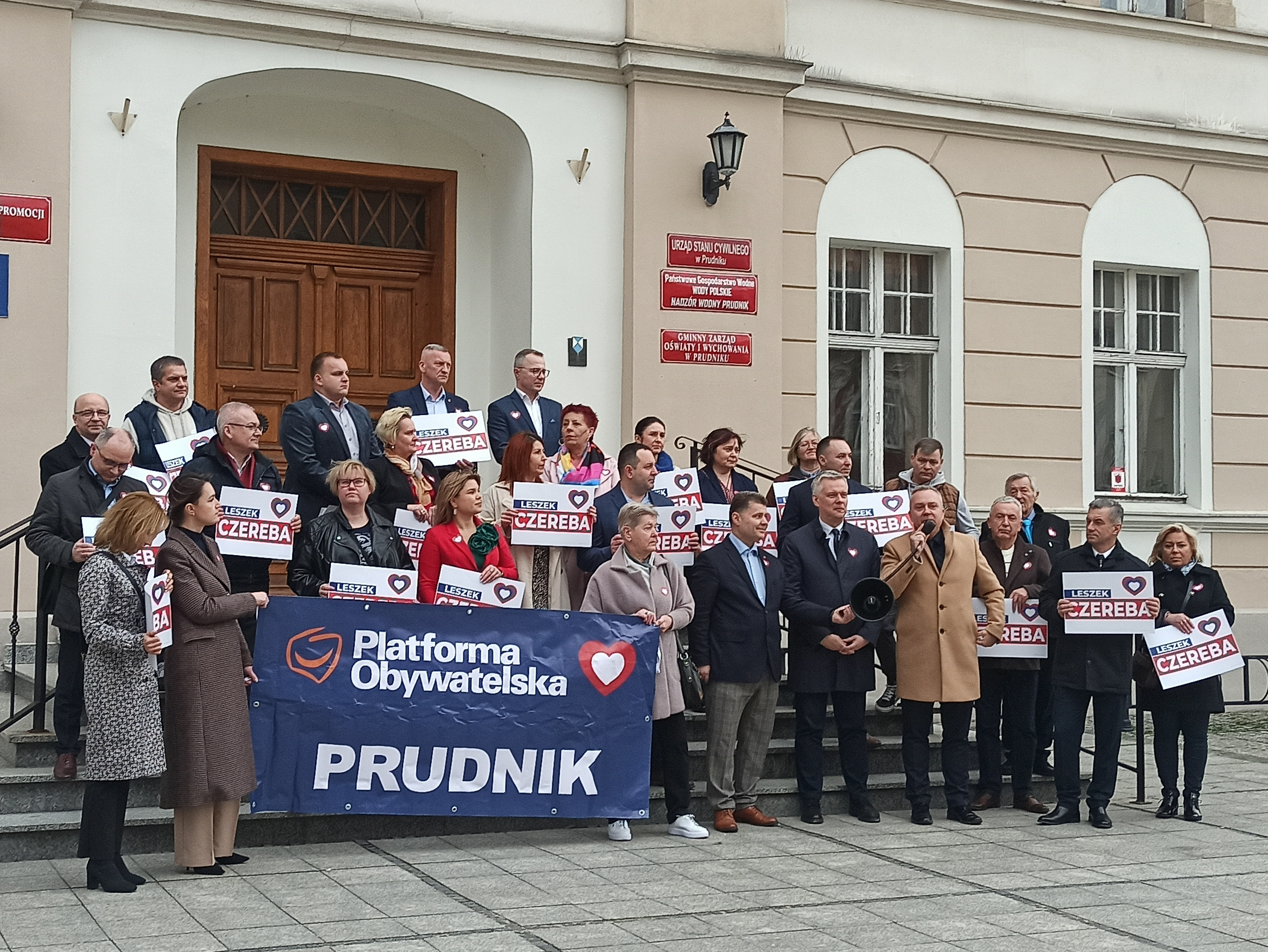
Kampania wyborcza w Prudniku

12 marca 2024 PKW wylosowała numery list komitetów ogólnopolskich:
- Komitet Wyborczy Prawo i Sprawiedliwość – nr 1
- Komitet Wyborczy Wyborców Konfederacja i Bezpartyjni Samorządowcy – nr 2
- Koalicyjny Komitet Wyborczy Trzecia Droga Polska 2050 Szymona Hołowni – Polskie Stronnictwo Ludowe – nr 3
- Koalicyjny Komitet Wyborczy Lewica – nr 4
- Koalicyjny Komitet Wyborczy Koalicja Obywatelska – nr 5
- Komitet Wyborczy Stowarzyszenie „Bezpartyjni Samorządowcy” – nr 6

## Wyniki głosowania i wyniki wyborów

### Frekwencja

#### I tura
W I turze uprawnionych do głosowania było 29 046 002 wyborców.
I tura wyborów, frekwencja na poziomie całego kraju:
- 12:00 – 16,52%[11]
- 17:00 – 39,43%[12]
- Ostateczna w poszczególnych wyborach[13]:
  - sejmiki: 51,94%;
  - rady powiatów: 52,8%;
  - rady gmin, miast i miejskie: 52,25%;
  - rady dzielnic Warszawy: 58,89%;
  - wójtowie, burmistrzowie i prezydenci miast: 51,99%.

Ostatecznie w wyborach do sejmików zagłosowało 15 086 546 wyborców.

#### II tura
II tura wyborów, frekwencja na poziomie całego kraju:
- 12:00 – 12,93%[14]
- 17:00 – 33,17%[15]
- Ostateczna – 44,06%[16]

### Wybory wójtów, burmistrzów i prezydentów miast
- Wybrani w I turze:

| Komitet wyborczy | Komitet wyborczy       | Prezydenci | Burmistrzowie | Wójtowie | Razem |
| ---------------- | ---------------------- | ---------- | ------------- | -------- | ----- |
|                  | Koalicja Obywatelska   | 10         | 6             | 2        | 18    |
|                  | Prawo i Sprawiedliwość | 1          | 21            | 60       | 82    |
|                  | Trzecia Droga          | 1          | 20            | 57       | 78    |
|                  | Śląscy Samorządowcy    | 0          | 3             | 9        | 12    |
|                  | Lewica                 | 0          | 0             | 0        | 0     |
|                  | Pozostali              | 35         | 509           | 994      | 1538  |

- Zakwalifikowani do II tury:

| Komitet wyborczy | Komitet wyborczy       | Prezydenci | Burmistrzowie | Wójtowie | Razem |
| ---------------- | ---------------------- | ---------- | ------------- | -------- | ----- |
|                  | Koalicja Obywatelska   | 36         | 25            | 9        | 70    |
|                  | Prawo i Sprawiedliwość | 16         | 38            | 32       | 86    |
|                  | Trzecia Droga          | 2          | 12            | 34       | 48    |
|                  | Lewica                 | 2          | 0             | 0        | 2     |
|                  | Pozostali              | 64         | 617           | 605      | 1286  |

- Wybrani w II turze:

| Komitet wyborczy | Komitet wyborczy       | Prezydenci | Burmistrzowie | Wójtowie | Razem |
| ---------------- | ---------------------- | ---------- | ------------- | -------- | ----- |
|                  | Koalicja Obywatelska   | 19         | 9             | 3        | 31    |
|                  | Lewica                 | 2          | 0             | 0        | 2     |
|                  | Prawo i Sprawiedliwość | 1          | 11            | 11       | 23    |
|                  | Trzecia Droga          | 1          | 4             | 11       | 16    |
|                  | Pozostali              | 37         | 323           | 316      | 676   |

- Wybrani włodarze miast i gmin:

| Komitet wyborczy | Komitet wyborczy       | Prezydenci | Burmistrzowie | Wójtowie | Razem |
| ---------------- | ---------------------- | ---------- | ------------- | -------- | ----- |
|                  | Koalicja Obywatelska   | 29         | 15            | 5        | 49    |
|                  | Prawo i Sprawiedliwość | 2          | 32            | 71       | 105   |
|                  | Trzecia Droga          | 2          | 24            | 68       | 94    |
|                  | Lewica                 | 2          | 0             | 0        | 2     |
|                  | Śląscy Samorządowcy    | 0          | 3             | 9        | 12    |
|                  | Pozostali              | 74         | 832           | 1310     | 2214  |
|                  | Razem                  | 107        | 906           | 1463     | 2476  |

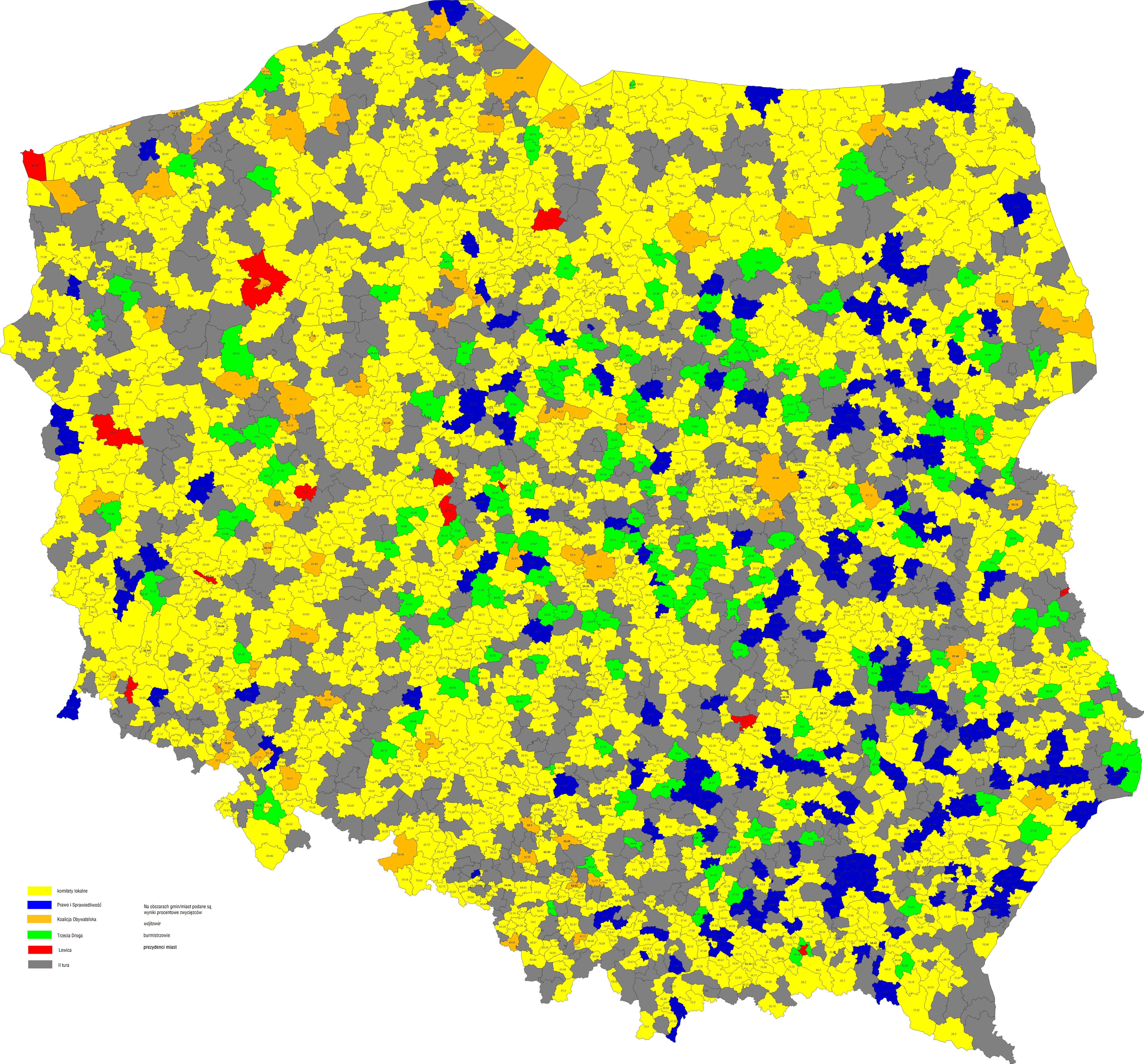
Zwycięskie komitety wyborcze na szczeblu gmin w wyborach samorządowych wójtów, burmistrzów i prezydentów miast w 2024 w Polsce w I turze

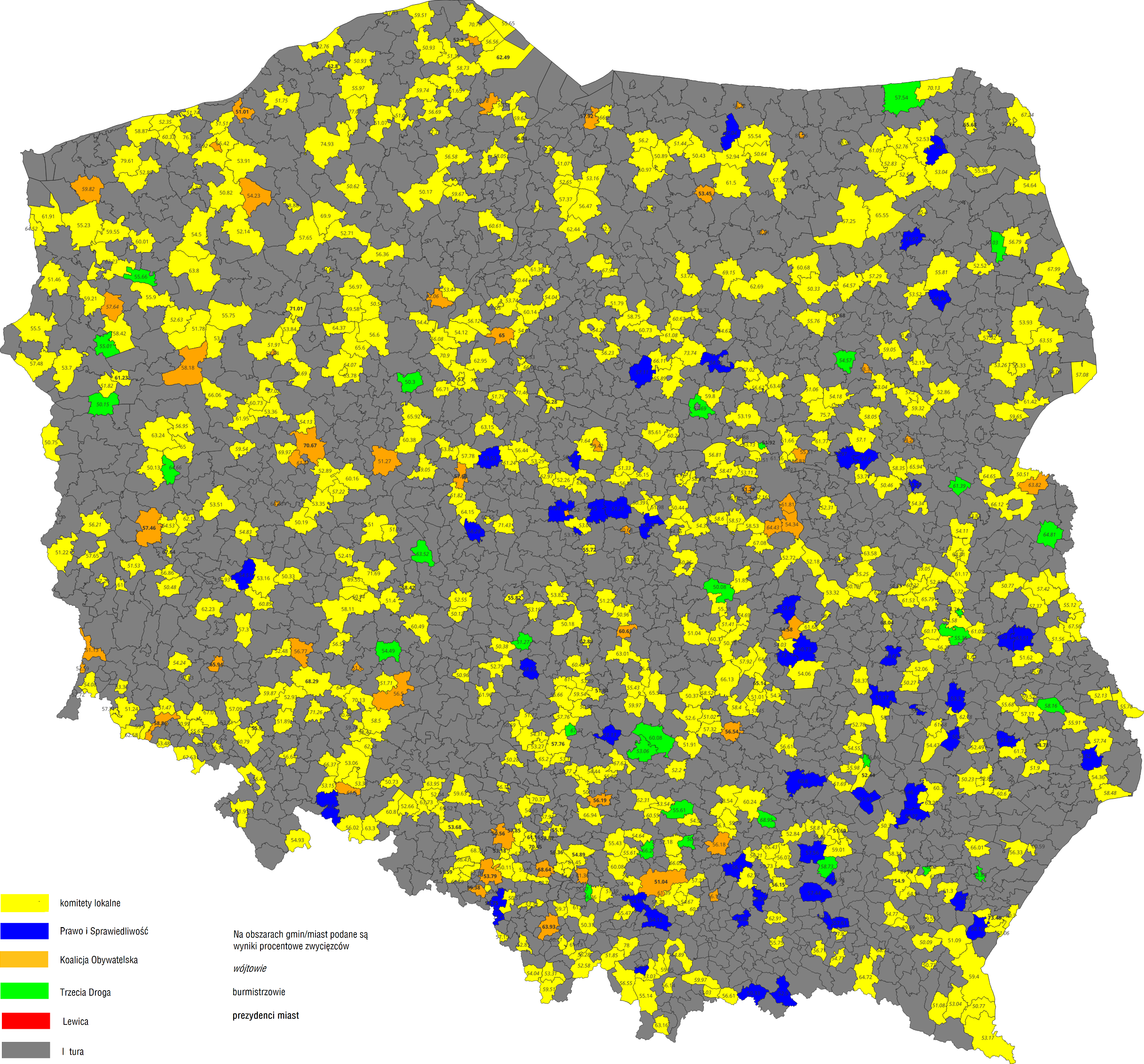
Zwycięskie komitety wyborcze na szczeblu gmin w wyborach samorządowych wójtów, burmistrzów i prezydentów miast w 2024 w Polsce w II turze

- Wybrani prezydenci miast według przynależności partyjnej:
  - Platforma Obywatelska – 34
  - Nowa Lewica – 6
  - Prawo i Sprawiedliwość – 3
  - Nowa Nadzieja – 1
  - Polska 2050 – 1
  - Polska Jest Jedna – 1
  - Polskie Stronnictwo Ludowe – 1
  - bezpartyjni – 60

### Sejmiki województw

#### Wyniki głosowania
Wszystkie dane wyrażono w procentach.
| Sejmik             |       |       |       |      |        |       |                      |      |
| Sejmik             | PiS   | KO    | TD    | KiBS | Lewica | BS    | Regionalne z mandat. | Inne |
| ------------------ | ----- | ----- | ----- | ---- | ------ | ----- | -------------------- | ---- |
| dolnośląski        | 27,48 | 33,52 | 11,43 | 6,19 | 7,05   | 10,55 | –                    | 3,78 |
| kujawsko-pomorski  | 28,15 | 38,30 | 17,18 | 6,54 | 6,86   | 1,55  | –                    | 1,42 |
| lubelski           | 47,17 | 19,18 | 15,19 | 8,66 | 4,73   | 2,96  | –                    | 2,11 |
| lubuski            | 25,04 | 34,73 | 18,67 | 6,24 | 8,33   | 2,42  | –                    | 4,57 |
| łódzki             | 37,57 | 30,41 | 14,21 | 6,62 | 6,35   | 2,60  | –                    | 2,24 |
| małopolski         | 43,90 | 25,94 | 12,39 | 7,95 | 4,74   | 2,61  | –                    | 2,47 |
| mazowiecki         | 33,16 | 31,52 | 16,54 | 6,84 | 6,94   | 2,38  | –                    | 2,62 |
| opolski            | 25,30 | 36,47 | 9,34  | 5,93 | 3,63   | 2,02  | 16,221               | 1,09 |
| podkarpacki        | 51,96 | 16,26 | 12,35 | 9,91 | 3,82   | 2,75  | –                    | 2,95 |
| podlaski           | 43,47 | 22,75 | 16,45 | 9,95 | 3,43   | 1,38  | –                    | 2,57 |
| pomorski           | 25,70 | 43,84 | 10,32 | 6,63 | 6,25   | 3,05  | –                    | 4,21 |
| śląski             | 31,09 | 32,41 | 10,62 | 6,86 | 8,22   | 2,30  | –                    | 8,50 |
| świętokrzyski      | 42,00 | 18,72 | 21,71 | 9,15 | 4,08   | 1,79  | –                    | 2,55 |
| warmińsko-mazurski | 30,73 | 34,90 | 16,62 | 7,47 | 6,30   | 2,65  | –                    | 1,33 |
| wielkopolski       | 26,90 | 32,01 | 17,49 | 6,61 | 7,64   | 3,00  | –                    | 6,35 |
| zachodniopomorski  | 25,05 | 38,88 | 10,61 | 5,65 | 7,87   | 1,19  | 8,412                | 2,34 |
| Polska             | 34,27 | 30,59 | 14,25 | 7,23 | 6,32   | 3,01  | 1,52                 | 2,81 |

Objaśnienia:
1KWW Śląscy Samorządowcy,
2KW Koalicja Samorządowa OK Samorząd.
W tabeli przedstawiono jedynie wyniki komitetów ogólnopolskich. Spośród pozostałych komitetów najlepsze rezultaty w skali kraju uzyskały: Koalicja Samorządowa OK Samorząd (1,15%), Normalny Kraj (0,60%), Śląscy Samorządowcy (0,37%), Polska Liberalna Strajk Przedsiębiorców (0,36%) i Ruch Autonomii Śląska (0,35%).

#### Podział mandatów

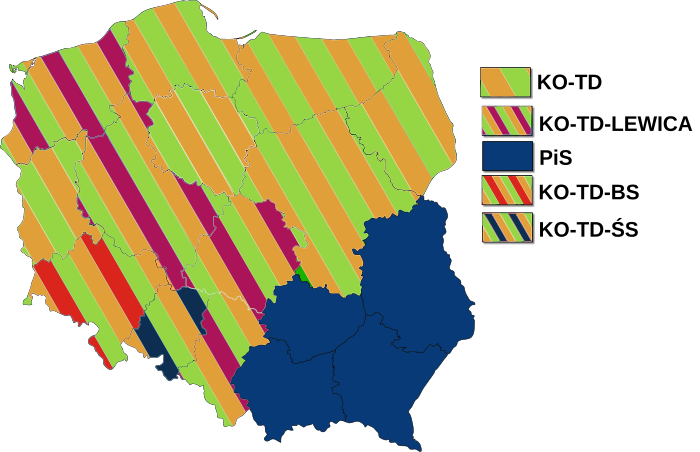
Początkowe koalicje w sejmikach (według komitetów wyborczych)

| Sejmik             |     |     |    |        |      |    |    |     |       |
| Sejmik             | PiS | KO  | TD | Lewica | KiBS | ŚS | BS | OKS | Razem |
| ------------------ | --- | --- | -- | ------ | ---- | -- | -- | --- | ----- |
| dolnośląski        | 13  | 15  | 4  | 1      | –    | –  | 3  | –   | 36    |
| kujawsko-pomorski  | 11  | 14  | 5  | –      | –    | –  | –  | –   | 30    |
| lubelski           | 21  | 6   | 5  | –      | 1    | –  | –  | –   | 33    |
| lubuski            | 10  | 14  | 6  | –      | –    | –  | –  | –   | 30    |
| łódzki             | 16  | 12  | 4  | 1      | –    | –  | –  | –   | 33    |
| małopolski         | 21  | 12  | 6  | –      | –    | –  | –  | –   | 39    |
| mazowiecki         | 21  | 20  | 8  | 1      | 1    | –  | –  | –   | 51    |
| opolski            | 10  | 14  | 1  | –      | –    | 5  | –  | –   | 30    |
| podkarpacki        | 21  | 6   | 4  | –      | 2    | –  | –  | –   | 33    |
| podlaski           | 15  | 8   | 6  | –      | 1    | –  | –  | –   | 30    |
| pomorski           | 10  | 20  | 3  | –      | –    | –  | –  | –   | 33    |
| śląski             | 18  | 20  | 5  | 2      | –    | –  | –  | –   | 45    |
| świętokrzyski      | 16  | 6   | 7  | –      | 1    | –  | –  | –   | 30    |
| warmińsko-mazurski | 11  | 13  | 6  | –      | –    | –  | –  | –   | 30    |
| wielkopolski       | 15  | 15  | 7  | 2      | –    | –  | –  | –   | 39    |
| zachodniopomorski  | 10  | 15  | 3  | 1      | –    | –  | –  | 1   | 30    |
| Polska             | 239 | 210 | 80 | 8      | 6    | 5  | 3  | 1   | 552   |

1. PiS
2. KO
3. TD
4. Lewica
5. KiBS
6. ŚS
7. pozostali

### Rady powiatów (w tym miast na prawach powiatu)
| Komitet wyborczy | Komitet wyborczy                           | % głosów | Liczba mandatów |
| ---------------- | ------------------------------------------ | -------- | --------------- |
|                  | Prawo i Sprawiedliwość                     | 29,94    | 2080            |
|                  | Koalicja Obywatelska                       | 16,21    | 1056            |
|                  | Trzecia Droga                              | 12,30    | 716             |
|                  | Lewica                                     | 0,96     | 36              |
|                  | Śląscy Samorządowcy                        | 0,42     | 36              |
|                  | Koalicja Samorządowa OK Samorząd           | 0,68     | 19              |
|                  | Porozumienie Służy Ludziom – Trzecia Droga | 0,29     | 17              |
|                  | Mazowiecka Wspólnota Samorządowa           | 0,49     | 14              |
|                  | Bezpartyjni Samorządowcy                   | 0,29     | 7               |
|                  | Konfederacja i Bezpartyjni Samorządowcy    | 0,60     | 5               |
|                  | Pozostałe                                  | 37,82    | 2184            |

### Rady gmin (w tym miast)
| Komitet wyborczy | Komitet wyborczy                        | % głosów | Liczba mandatów |
| ---------------- | --------------------------------------- | -------- | --------------- |
|                  | Koalicja Obywatelska                    | 15,68    | 1649            |
|                  | Prawo i Sprawiedliwość                  | 13,56    | 3069            |
|                  | Trzecia Droga                           | 4,72     | 1909            |
|                  | Lewica                                  | 1,59     | 86              |
|                  | Konfederacja i Bezpartyjni Samorządowcy | 0,99     | 17              |
|                  | Pozostałe                               | 63,46    | 32686           |

### Rady dzielnic Warszawy

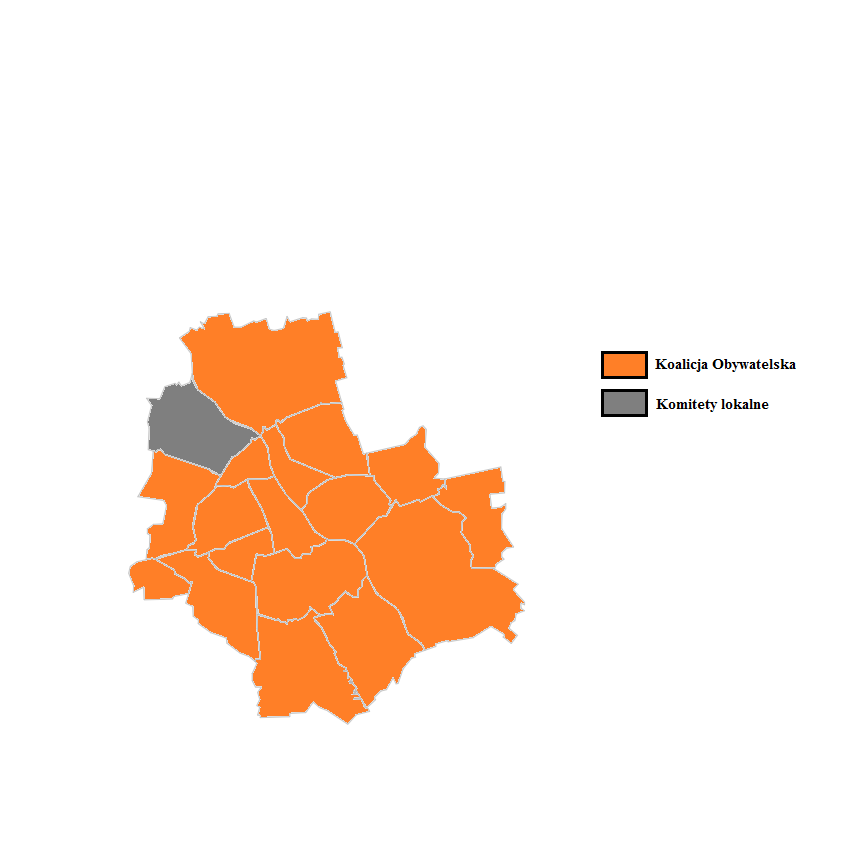
Zwycięzcy w poszczególnych dzielnicach m. st. Warszawy

W wyborach do rad dzielnic miasta stołecznego Warszawy zwyciężyły następujące komitety wyborcze:
| Dzielnica      | Zwycięski komitet wyborczy        | Liczba mandatów |
| -------------- | --------------------------------- | --------------- |
| Bemowo         | Koalicja Obywatelska              | 18 (na 25)      |
| Białołęka      | Koalicja Obywatelska              | 12 (na 25)      |
| Bielany        | Stowarzyszenie „Razem dla Bielan” | 11 (na 25)      |
| Mokotów        | Koalicja Obywatelska              | 15 (na 25)      |
| Ochota         | Koalicja Obywatelska              | 9 (na 23)       |
| Praga-Południe | Koalicja Obywatelska              | 15 (na 25)      |
| Praga-Północ   | Koalicja Obywatelska              | 7 (na 23)       |
| Rembertów      | Koalicja Obywatelska              | 8 (na 21)       |
| Śródmieście    | Koalicja Obywatelska              | 12 (na 23)      |
| Targówek       | Koalicja Obywatelska              | 14 (na 25)      |
| Ursus          | Koalicja Obywatelska              | 9 (na 23)       |
| Ursynów        | Koalicja Obywatelska              | 13 (na 25)      |
| Wawer          | Koalicja Obywatelska              | 12 (na 23)      |
| Wesoła         | Koalicja Obywatelska              | 11 (na 21)      |
| Wilanów        | Koalicja Obywatelska              | 17 (na 21)      |
| Włochy         | Koalicja Obywatelska              | 11 (na 21)      |
| Wola           | Koalicja Obywatelska              | 15 (na 25)      |
| Żoliborz       | Koalicja Obywatelska              | 9 (na 21)       |

| Komitet wyborczy | Komitet wyborczy       | % głosów | Liczba mandatów |
| ---------------- | ---------------------- | -------- | --------------- |
|                  | Koalicja Obywatelska   | 42,96    | 216             |
|                  | Prawo i Sprawiedliwość | 21,99    | 91              |
|                  | Lewica                 | 9,45     | 29              |
|                  | Trzecia Droga          | 4,16     | 2               |
|                  | Pozostałe              | 21,44    | 82              |